# Esteban Tuero
Esteban Eduardo Tuero (Caballito, Buenos Aires, Argentina; 22 de abril de 1978) es un expiloto argentino de automovilismo.

## Carrera deportiva
Iniciado en el ambiente de los karts, comenzó su carrera de muy joven al participar en categorías de monoplazas como la Fórmula Renault Argentina o la Fórmula Honda, en la que obtuvo su primer título a los 16 años, en 1994. En 1995 emigró a Europa, donde compitió la Fórmula 3 Italiana y en el Trofeo FISA Fórmula 2000, categoría de la que también se consagrara campeón en su temporada debut.
En su segunda temporada en la F3 Italiana, Tuero terminó cuarto en su primera carrera y obtendría el triunfo en su segunda carrera, pero sería descalificado por usar combustible ilegal. También disputó el Gran Premio de Mónaco de Fórmula 3, donde se retiraría debido a un problema en la batería de su monoplaza. Sin embargo, Tuero optó por no terminar la temporada en la Fórmula 3 y saltó a la Fórmula 3000 Internacional a mitad de camino. Sus resultados en el campeonato italiano lo dejaron en el puesto 13 en la clasificación final. Su carrera en la F3000 resultó en sólo un top 10 y una posición final en el decimosexto lugar en la general. Su bajo desempeño significó su abandono de la categoría. En 1997 ingresó a la Fórmula Nippon de Japón con el equipo Team LeMans. Disputó media temporada, donde anotó un solo punto y acabó decimosexto en el Campeonato de Pilotos. Su mejor resultado (6.º en Fuji), permitió que Tuero fuera elegible para realizar un test con el equipo Minardi con el fin de obtener la superlicencia de la FIA. Su continuo papel de prueba impresionó al equipo a tal punto de que lo eligieran como piloto titular para la temporada 1998 de Fórmula 1, junto al japonés Shinji Nakano.
Al principio hubo dudas sobre si se le iba a permitir a Tuero correr. Aunque Minardi lo contrató para conducir un M198, no cumplió con todos los requisitos de la superlicencia. El comentarista y expiloto de F1 Martin Brundle cuestionó su llegada: «En cuanto a Tuero, habría sido aterrador. No me gusta ver a estos muchachos con tan poca experiencia. Imagínese: incluso si no clasificara, se estaría interponiendo en el camino durante la clasificación. Y si se clasificara, entonces definitivamente sería superado muchas veces. Realmente habría necesitado tener su ingenio. Para ser honesto, me molesta, gente así, con credibilidad nula». En el momento de su debut, se convirtió en el tercer piloto más joven en debutar en la «máxima categoría» (con 19 años y 320 días). No logró sumar puntos en los 16 GGPP que disputó, su mejor resultado fue un octavo lugar en San Marino. Finalmente no pudo clasificarse en el Campeonato de Pilotos. A pesar de tener su continuidad asegurada en Minardi para la temporada 1999, sin embargo, a pocos días de empezar la pretemporada, Tuero, por motivos personales, decidió rescindir su contrato con el equipo italiano y retirarse de la categoría. Años más tarde confesaría:

La Fórmula 1 fue una aventura muy linda, pero me agarró muy chico y necesitaba volver porque extrañaba.
Esteban Tuero

También en esa temporada estaba previsto que fuera piloto de pruebas del equipo Benetton e incluso piloto titular.
En 1999, luego de una extensa y vertiginosa carrera deportiva en el exterior, Esteban inició su carrera deportiva en su país, debutando en el TC2000, donde es fichado por el equipo oficial Volkswagen. En su currículum a nivel nacional también figuran participaciones en las otras tres principales categorías del automovilismo nacional, compitiendo en el Turismo Carretera, en el Top Race y en el Turismo Nacional. En esta última obtendría su tercer título personal, al alzarse con el campeonato de la Clase 3 de 2008, al comando de un Ford Focus I. También fue subcampeón en 2006 y 2007, acumulando en total 11 victorias.
Asimismo, en 2008 fue convocado por el Automóvil Club Argentino para participar en la categoría FIA GT, representando a dicha institución al comando de un Ferrari 550. En esta categoría, Tuero compartiría la tripulación de esa unidad junto a otros pilotos de trayectoria internacional, como Gastón Mazzacane, Martín Basso y José María López.

## Resumen de carrera

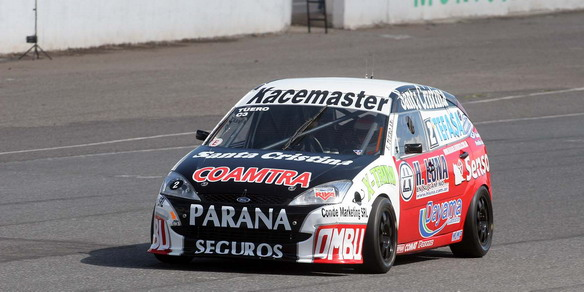
Tuero en el TN Clase 3.

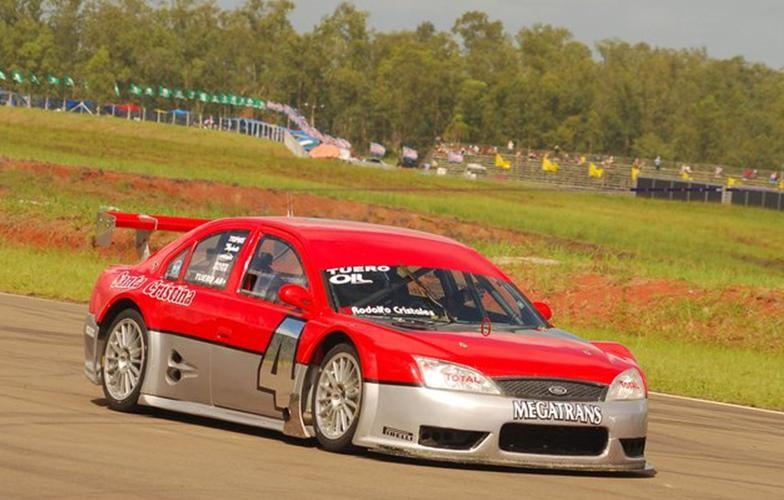
Tuero en el Top Race V6.

| Temporada | Categoría                          | Equipo                       | Carreras | Victorias | Poles | VR | Podios | Puntos | Pos. |
| --------- | ---------------------------------- | ---------------------------- | -------- | --------- | ----- | -- | ------ | ------ | ---- |
| 1993      | Fórmula Renault Argentina          |                              | ?        | 0         | 2     | 0  | 1      | 21     | 14.º |
| 1994      | Fórmula Honda                      | ?                            | ?        | ?         | ?     | ?  | ?      | 1.º    |      |
| 1995      | Campeonato de Italia de Fórmula 3  | RC Motorsport                | 8        | 0         | 1     | 1  | 1      | 0      | NC   |
| 1996      | Campeonato de Italia de Fórmula 3  | Coloni Motorsport            | 4        | 0         | 0     | 0  | 0      | 16     | 13.º |
| 1996      | Gran Premio de Mónaco de Fórmula 3 | Coloni Motorsport            | 1        | 0         | 0     | 0  | 0      | N/A    | 15.º |
| 1996      | Fórmula 3000 Internacional         | Draco Engineering            | 6        | 0         | 0     | 0  | 0      | 0      | 24.º |
| 1997      | Fórmula Nippon                     | Team LeMans                  | 6        | 0         | 0     | 0  | 0      | 1      | 16.º |
| 1998      | Fórmula 1                          | Fondmetal Minardi Team SpA   | 16       | 0         | 0     | 0  | 0      | 0      | NC   |
| 1999      | Turismo Competición 2000           | Elaion VW Motorsport         | 28       | 1         | 0     | 0  | 2      | 73     | 12.º |
| 2000      | Turismo Competición 2000           | VW Elaion                    | 14       | 1         | 1     | 0  | 4      | 69     | 8.º  |
| 2001      | Turismo Competición 2000           | VW Elaion                    | 14       | 0         | 0     | 0  | 0      | 46     | 11.º |
| 2002      | Turismo Carretera                  | Alifraco Sport               | 1        | 0         | 0     | 0  | 0      | 0.5    | 82.º |
| 2002      | Turismo Competición 2000           | Honda Racing Argentina       | 14       | 0         | 0     | 0  | 4      | 73     | 7.º  |
| 2003      | Turismo Competición 2000           | Sportteam Competición        | 14       | 0         | 0     | 0  | 1      | 12     | 19.º |
| 2004      | Turismo Carretera                  |                              | 3        | 0         | 0     | 0  | 0      | 0      | NC   |
| 2004      | Turismo Competición 2000           | AVS Motorsport               | 14       | 0         | 0     | 0  | 3      | 69     | 9.º  |
| 2005      | Stock Car Brasil                   | Bennamed-Nascar              | 1        | 0         | 0     | 0  | 0      | 0      | NC   |
| 2005      | Stock Car Brasil                   | Medley-A.Mattheis            | 1        | 0         | 0     | 0  | 0      | 0      | NC   |
| 2005      | Turismo Competición 2000           | AVS Motorsport               | 12       | 0         | 0     | 0  | 1      | 26     | 15.º |
| 2006      | Turismo Nacional - Clase 3         | Garófalo/Penín               | 10       | 1         | 0     | 0  | 2      | 198    | 2.º  |
| 2006      | Turismo Competición 2000           | Edival Racing Team           | 7        | 0         | 0     | 0  | 0      | 6      | 23.º |
| 2007      | Turismo Nacional - Clase 3         | FP Racing/Riva               | 12       | 3         | 3     | 0  | 5      | 196    | 2.º  |
| 2007      | Turismo Competición 2000           | DTA                          | 4        | 0         | 0     | 0  | 0      | 13     | 18.º |
| 2007      | Turismo Competición 2000           | Sportteam Competición        | 8        | 0         | 0     | 0  | 0      | 13     | 18.º |
| 2008      | Turismo Nacional - Clase 3         | FP Racing                    | 10       | 2         | 1     | 0  | 5      | 283    | 1.º  |
| 2008      | Campeonato FIA GT - GT1            | Escudería ACA Argentina      | 6        | 0         | 0     | 0  | 0      | 7      | 20.º |
| 2009      | Turismo Competición 2000           | FP Racing                    | 10       | 0         | 0     | 0  | 0      | 4      | 25.º |
| 2009      | Turismo Nacional - Clase 3         | Arana Ingeniería Sport       | 12       | 1         | 0     | 1  | 2      | 215    | 4.º  |
| 2010      | Copa América de Top Race V6        | Sportteam                    | 6        | 0         | 0     | 0  | 0      | 30     | 24.º |
| 2011      | Turismo Competición 2000           | Sportteam Competición        | 1        | 0         | 0     | 0  | 0      | 0      | NC†  |
| 2011      | Top Race V6                        | Schick Racing                | 12       | 0         | 0     | 0  | 0      | 6      | 35.º |
| 2012      | Turismo Nacional - Clase 3         | Boero Carrera Pro            | 12       | 2         | 0     | 0  | 2      | 139    | 9.º  |
| 2013      | Turismo Nacional - Clase 3         | FP Porfiri                   | 11       | 0         | 0     | 2  | 1      | 84     | 19.º |
| 2014      | Turismo Nacional - Clase 3         | Fiat Fate Performance Center | 12       | 0         | 0     | 0  | 0      | 91     | 20.º |
| 2015      | Turismo Nacional - Clase 3         | Martos Competición           | 11       | 1         | 1     | 2  | 3      | 183    | 6.º  |
| 2016      | Turismo Nacional - Clase 3         | Martos Competición           | 12       | 1         | 1     | 1  | 2      | 147    | 9.º  |
| 2016      | Súper TC 2000                      | Escudería FE                 | 1        | 0         | 0     | 0  | 0      | 0      | NC†  |
| Fuente:   |                                    |                              |          |           |       |    |        |        |      |

- † Era piloto invitado, por lo que no sumó puntos.

## Palmarés
| Título  | Categoría                    | Automóvil       | Año  |
| ------- | ---------------------------- | --------------- | ---- |
| Campeón | Fórmula Honda                | EF-Honda        | 1994 |
| Campeón | Trofeo FISA Fórmula 2000     | Dallara-Renault | 1995 |
| Campeón | Clase 3 del Turismo Nacional | Ford Focus I    | 2008 |

## Resultados

### Fórmula 3000 Internacional
(Clave) (negrita indica pole position) (cursiva indica vuelta rápida)

| Año  | Equipo            | 1   | 2   | 3   | 4   | 5      | 6      | 7      | 8       | 9      | 10      | Pos. | Puntos |
| ---- | ----------------- | --- | --- | --- | --- | ------ | ------ | ------ | ------- | ------ | ------- | ---- | ------ |
| 1996 | Draco Engineering | NÜR | PAU | PER | HOC | SIL 14 | SPA 17 | MAG 10 | EST Ret | MUG 13 | HOC Ret | 24.º | 0      |

### Fórmula Nippon
(Clave) (negrita indica pole position) (cursiva indica vuelta rápida)

| Año  | Equipo      | 1       | 2       | 3     | 4      | 5       | 6     | 7   | 8   | 9   | 10  | Pos. | Puntos |
| ---- | ----------- | ------- | ------- | ----- | ------ | ------- | ----- | --- | --- | --- | --- | ---- | ------ |
| 1997 | Team LeMans | SUZ Ret | MIN Ret | FUJ 9 | SUZ 11 | SUG Ret | FUJ 6 | MIN | MOT | FUJ | SUZ | 16.º | 1      |

### Fórmula 1
(Clave) (negrita indica pole position) (cursiva indica vuelta rápida)

| Año     | Escudería                  | 1       | 2       | 3       | 4     | 5      | 6       | 7       | 8       | 9       | 10      | 11     | 12      | 13      | 14     | 15      | 16      | Pos. | Puntos |
| ------- | -------------------------- | ------- | ------- | ------- | ----- | ------ | ------- | ------- | ------- | ------- | ------- | ------ | ------- | ------- | ------ | ------- | ------- | ---- | ------ |
| 1998    | Fondmetal Minardi Team SpA | AUS Ret | BRA Ret | ARG Ret | SMR 8 | ESP 15 | MON Ret | CAN Ret | FRA Ret | GBR Ret | AUT Ret | GER 16 | HUN Ret | BEL Ret | ITA 11 | LUX Ret | JPN Ret | NC   | 0      |
| Fuente: |                            |         |         |         |       |        |         |         |         |         |         |        |         |         |        |         |         |      |        |

### Turismo Competición 2000
(Clave) (negrita indica pole position) (cursiva indica vuelta rápida)

| Año  | Equipo                 | Auto                 | 1    | 2    | 3     | 4     | 5     | 6    | 7   | 8    | 9      | 10     | 11     | 12    | 13    | 14     | 15  | 16  | 17    | 18    | 19  | 20  | 21  | 22  | 23  | 24  | 25  | 26  | 27    | 28    | Res. | Puntos |
| ---- | ---------------------- | -------------------- | ---- | ---- | ----- | ----- | ----- | ---- | --- | ---- | ------ | ------ | ------ | ----- | ----- | ------ | --- | --- | ----- | ----- | --- | --- | --- | --- | --- | --- | --- | --- | ----- | ----- | ---- | ------ |
| 1999 |                        |                      | AG I | AG I | MDP   | MDP   | POS   | POS  | OLA | OLA  | RC     | RC     | BA I   | BA I  | BB    | BB     | TRE | TRE | AG II | AG II | GR  | GR  | RAF | RAF | PAR | PAR | SJO | SJO | BA II | BA II | 12.º | 73     |
| 1999 | Elaion VW Motorsport   | Volkswagen Polo      | Ret  | 10   | 13    | 17    | 7     | Ret  | 10  | 8    | 12     | Ret    | 8      | 8     | 18    | 17†    | 19† | 13† | 6     | 19†   | Ret | 18† | 16  | 10  | 7   | 2   | 1   | 6   | 7     | 9     | 12.º | 73     |
| 2000 |                        |                      | RC I | TRE  | AG    | SJU I | PAR I | OBE  | BB  | RAF  | BA I   | SJO    | SJU II | RC II | BA II | PAR II |     |     |       |       |     |     |     |     |     |     |     |     |       |       | 8.º  | 69     |
| 2000 | VW Elaion              | Volkswagen Polo      | Ret  | 14†  | 3     | 14†   | Ret   | 1    | 6   | 3    | 11     | 3      | 10     | 8     | 14†   | 9      |     |     |       |       |     |     |     |     |     |     |     |     |       |       | 8.º  | 69     |
| 2001 |                        |                      | RAF  | RC   | BB    | SJU I | PAR   | BA I | OBE | AG I | SJO    | SJU II | MDA    | RES   | AG II | BA II  |     |     |       |       |     |     |     |     |     |     |     |     |       |       | 11.º | 46     |
| 2001 | VW Elaion              | Volkswagen Polo      | 4    | 4    | 9     | 4     | 10    | 8    | 4   |      |        |        |        |       |       |        |     |     |       |       |     |     |     |     |     |     |     |     |       |       | 11.º | 46     |
| 2001 | VW Elaion              | Volkswagen Bora      |      |      |       |       |       |      |     | Ret  | 13†    | 18     | Ret    | DSQ   | Ret   | 17†    |     |     |       |       |     |     |     |     |     |     |     |     |       |       | 11.º | 46     |
| 2002 |                        |                      | GR   | RC   | SJU I | BB    | RES   | OBE  | AG  | SAL  | SJU II | PAR    | BA     | SRA   | PIG   | MDP    |     |     |       |       |     |     |     |     |     |     |     |     |       |       | 7.º  | 73     |
| 2002 | Honda Racing Argentina | Honda Civic VI       | 13   | 2    | 2     | Ret   | Ret   | Ret  | 6   | 3    | 4      | Ret    | Ret    | Ret   | DSQ   | 2      |     |     |       |       |     |     |     |     |     |     |     |     |       |       | 7.º  | 73     |
| 2003 |                        |                      | SL I | GR   | TRE   | SJU   | BB    | OBE  | RC  | SAL  | RES    | SR     | BA     | SL II | AG    | MDP    |     |     |       |       |     |     |     |     |     |     |     |     |       |       | 19.º | 12     |
| 2003 | Sportteam Competición  | Mitsubishi Lancer VI | Ret  | Ret  | Ret   | 18†   | 24†   |      |     |      |        |        |        |       |       |        |     |     |       |       |     |     |     |     |     |     |     |     |       |       | 19.º | 12     |
| 2003 | Sportteam Competición  | Volkswagen Polo      |      |      |       |       |       | 3    | 16  | 18†  | Ret    | 20†    | Ret    | Ret   | Ret   | Ret    |     |     |       |       |     |     |     |     |     |     |     |     |       |       | 19.º | 12     |
| 2004 |                        |                      | GR   | VIE  | SJU   | PAR   | SL    | OBE  | AG  | CON  | RC     | SRA    | BB     | BA    | RAF   | MDP    |     |     |       |       |     |     |     |     |     |     |     |     |       |       | 9.º  | 69     |
| 2004 | AVS Motorsport         | Volkswagen Polo      | Ret  | 4    | 3     | 11    | 6     | 4    | Ret | 3    | Ret    | 3      | Ret    | Ret   | Ret   | 15†    |     |     |       |       |     |     |     |     |     |     |     |     |       |       | 9.º  | 69     |
| 2005 |                        |                      | BA I | PAR  | VIE   | SJU   | OLA   | AG   | CUR | OBE  | RAF    | SRA    | CON    | BA II | SL    | GR     |     |     |       |       |     |     |     |     |     |     |     |     |       |       | 15.º | 26     |
| 2005 | AVS Motorsport         | Volkswagen Polo      | Ret  | 3    | 26†   | Ret   | Ret   | Ret  |     | 8    | 20†    | 7      | 7      | Ret   | DNS   | 10     |     |     |       |       |     |     |     |     |     |     |     |     |       |       | 15.º | 26     |
| 2006 |                        |                      | BA I | OLA  | CR    | VIE   | SFE   | SJU  | SRA | RES  | CUR    | SMM    | GR     | BA II | OBE   | PAR    |     |     |       |       |     |     |     |     |     |     |     |     |       |       | 23.º | 6      |
| 2006 | Edival Racing Team     | Chevrolet Astra II   | 13   | 17   | 9     | DNS   | Ret   | 11   | 7   |      |        |        |        |       |       |        |     |     |       |       |     |     |     |     |     |     |     |     |       |       | 23.º | 6      |
| 2007 |                        |                      | CR   | GR   | BB    | SMM   | SJU   | SP   | AG  | SFE  | SRA    | VIE    | BA     | OBE   | SL    | PDE    |     |     |       |       |     |     |     |     |     |     |     |     |       |       | 18.º | 13     |
| 2007 | DTA                    | Chevrolet Astra II   | 6    | 10   | Ret   | 24†   |       |      |     |      |        |        |        |       |       |        |     |     |       |       |     |     |     |     |     |     |     |     |       |       | 18.º | 13     |
| 2007 | Sportteam Competición  | Volkswagen Bora      |      |      |       |       | Ret   | Ret  | 15  | Ret  | Ret    | 15     | 6      | Ret   |       |        |     |     |       |       |     |     |     |     |     |     |     |     |       |       | 18.º | 13     |
| 2009 |                        |                      | AG   | GR   | OBE   | SMM   | TRH   | RES  | BA  | CEN  | SFE    | SFE    | SJU    | SJU   | PDF   |        |     |     |       |       |     |     |     |     |     |     |     |     |       |       | 27.º | 4      |
| 2009 | FP Racing              | Peugeot 307          | 8    | 13   | Ret   | 13    | 15    | 10   | 13  | Ret  | 21†    | Ret    | DNS    | 19    |       |        |     |     |       |       |     |     |     |     |     |     |     |     |       |       | 27.º | 4      |
| 2011 |                        |                      | GR   | SFE  | SFE   | SMM   | SJU   | RES  | AG  | TRH  | LPL    | TRE    | JUN    | PDF   | PAR   |        |     |     |       |       |     |     |     |     |     |     |     |     |       |       | -    | -      |
| 2011 | Sportteam Competición  | Renault Fluence      |      |      |       |       |       |      |     |      | 9      |        |        |       |       |        |     |     |       |       |     |     |     |     |     |     |     |     |       |       | -    | -      |

#### Copa de Pilotos Privados
| Año  | Equipo    | Auto        | 1  | 2  | 3   | 4   | 5   | 6   | 7  | 8   | 9   | 10  | 11  | 12  | 13  | Res. | Puntos |
| ---- | --------- | ----------- | -- | -- | --- | --- | --- | --- | -- | --- | --- | --- | --- | --- | --- | ---- | ------ |
| 2009 |           |             | AG | GR | OBE | SMM | TRH | RES | BA | CEN | SFE | SFE | SJU | SJU | PDF | 4.º  | 19     |
| 2009 | FP Racing | Peugeot 307 | 3  | 6  | Ret | 5   | 5   | 2   | 4  | Ret | 12† | Ret | NL  | 5   |     | 4.º  | 19     |

#### Copa Endurance Series
| Año  | Equipo    | Auto        | 1   | 2  | 3   | Res. | Puntos |
| ---- | --------- | ----------- | --- | -- | --- | ---- | ------ |
| 2009 |           |             | TRH | BA | PDF | -    | 0      |
| 2009 | FP Racing | Peugeot 307 | 15  | 13 |     | -    | 0      |

### Campeonato FIA GT
(Clave) (negrita indica pole position) (cursiva indica vuelta rápida)

| Año     | Equipo                  | Automóvil                 | Clase | 1      | 2      | 3     | 4   | 5   | 6   | 7   | 8   | 9   | 10    | 11    | 12  | 13    | Pos. | Puntos |
| ------- | ----------------------- | ------------------------- | ----- | ------ | ------ | ----- | --- | --- | --- | --- | --- | --- | ----- | ----- | --- | ----- | ---- | ------ |
| 2008    | Escudería ACA Argentina | Ferrari 550-GTS Maranello | GT1   | SIL 13 | MNZ 10 | ADR 8 | OSC | SPA | SPA | SPA | BUC | BUC | BRN 8 | NOG 9 | ZOL | SAN 4 | 20.º | 7      |
| Fuente: |                         |                           |       |        |        |       |     |     |     |     |     |     |       |       |     |       |      |        |

### Súper TC 2000
(Clave) (negrita indica pole position) (cursiva indica vuelta rápida)

| Año  | Equipo       | Auto          | 1   | 2   | 3   | 4    | 5   | 6   | 7   | 8   | 9   | 10  | 11  | 12 | 13 | 14    | Res. | Puntos |
| ---- | ------------ | ------------- | --- | --- | --- | ---- | --- | --- | --- | --- | --- | --- | --- | -- | -- | ----- | ---- | ------ |
| 2016 |              |               | TRE | ROS | SMM | AG I | TRH | OBE | BA  | SFE | SFE | TOA | SJU | GR | GR | AG II | -    | -      |
| 2016 | Escudería FE | Peugeot 408 I |     |     |     |      |     |     | 21† |     |     |     |     |    |    |       | -    | -      |

### Citas
1. ↑  «Esteban Tuero anunció su retiro del automovilismo». DeporTV. 6 de enero de 2017. Consultado el 19 de marzo de 2024.
2. 1 2 3  «Ingresar». www.historiatc.com.ar. Consultado el 8 de diciembre de 2019.
3. 1 2  «Tuero's F1 Rejects biography». F1 Rejects (en inglés). Archivado desde el original el 3 de septiembre de 2012. Consultado el 19 de marzo de 2024.
4. ↑  Coronel, Darío (23 de febrero de 2021). «De correr en la Fórmula 1 con Schumacher a alejarse del automovilismo y vender autopartes para camiones y colectivos: la nueva vida de Esteban Tuero». Infobae. Consultado el 14 de marzo de 2021.
5. 1 2  F1, STATS. «Esteban TUERO • STATS F1». www.statsf1.com. Consultado el 3 de febrero de 2018.
6. ↑  «Esteban Tuero y aquel inesperado adiós a la Fórmula 1: ¿Por qué se retiró?». Automundo. 1 de noviembre de 2023. Consultado el 19 de marzo de 2024.
7. ↑  Catania, Maximiliano (9 de octubre de 2002). «Funo: Esteban Tuero en foco». FunoF1. Consultado el 19 de marzo de 2024.
8. ↑  «Qué es de la vida de Esteban Tuero, expiloto de Fórmula 1 que corrió con Schumacher y fue promesa en los 90». TN. 22 de abril de 2023. Consultado el 19 de marzo de 2024.
9. ↑  «Eduardo Ramírez: “Esteban Tuero tenía un lugar en Benetton”». Automundo. 9 de noviembre de 2023. Consultado el 19 de marzo de 2024.
10. ↑  «Esteban Tuero | Racing carrer profile | Driver Database». Driver Database (en inglés). Consultado el 21 de agosto de 2022.
11. ↑  «FIA GT - GT1 2008 standings | Driver Database». Driver Database (en inglés). Consultado el 19 de febrero de 2022.

- Datos: Q173298
- Multimedia: Esteban Tuero / Q173298